# Бентон-Сіті (Міссурі)
Бентон-Сіті (англ. Benton City) — селище (англ. village) в США, в окрузі Одрейн штату Міссурі. Населення — 101 особа (2020).

## Географія
Бентон-Сіті розташований за координатами 39°8′4″ пн. ш. 91°45′54″ зх. д. / 39.13444° пн. ш. 91.76500° зх. д. (39.134548, -91.764865).  За даними Бюро перепису населення США в 2010 році селище мало площу 0,27 км², уся площа — суходіл.

## Демографія
Згідно з переписом 2010 року, у селищі мешкали 104 особи в 49 домогосподарствах у складі 37 родин. Густота населення становила 387 осіб/км².  Було 59 помешкань (219/км²).
Расовий склад населення:
| - 99,0 % — білих - 1,0 % — осіб інших рас |

До двох чи більше рас належало 0,0 %. Частка іспаномовних становила 1,0 % від усіх жителів.
За віковим діапазоном населення розподілялося таким чином: 9,6 % — особи молодші 18 років, 65,4 % — особи у віці 18—64 років, 25,0 % — особи у віці 65 років та старші. Медіана віку мешканця становила 49,0 року. На 100 осіб жіночої статі у селищі припадало 103,9 чоловіків;  на 100 жінок у віці від 18 років та старших — 113,6 чоловіків також старших 18 років.
Середній дохід на одне домашнє господарство  становив 51 538 доларів США (медіана — 52 500), а середній дохід на одну сім'ю — 54 780 доларів (медіана — 53 523). За межею бідності перебувало 7,1 % осіб, у тому числі 0,0 % дітей у віці до 18 років та 0,0 % осіб у віці 65 років та старших.
Цивільне працевлаштоване населення становило 80 осіб. Основні галузі зайнятості: публічна адміністрація — 25,0 %, мистецтво, розваги та відпочинок — 16,3 %, освіта, охорона здоров'я та соціальна допомога — 11,3 %, транспорт — 10,0 %.